# Charlie Christian
Charlie Christian (29. července 1916 Bonham, Texas, USA – 2. března 1942 Staten Island, New York, USA) byl americký swingový a jazzový kytarista.
Pocházel z hudební rodiny. V letech 1939–1941 spolupracoval s Benny Goodmanem. Byl jedním z prvních propagátorů elektrické kytary a v roce 1990 byl posmrtně uveden do Rock and Roll Hall of Fame.